# Archidistoma dublum
Archidistoma dublum är en sjöpungsart som beskrevs av Monniot 1997. Archidistoma dublum ingår i släktet Archidistoma och familjen Polycitoridae. Inga underarter finns listade i Catalogue of Life.